# Terry Lovejoy
Terry Lovejoy (n.20 noiembrie 1966, Brisbane, Queensland, Australia) este un informatician australian din Thornlands, în Queensland, cunoscut îndeosebi ca astronom amator.
Din 2007, el a descoperit cinci comete, între care C/2011 W3 (Lovejoy), prima cometă razantă din grupul Kreutz descoperită prin observații la sol în mai mult de patruzeci de ani. Este cunoscut și pentru faptul că a popularizat procedurile de modificare a aparatelor de fotografiat digitale „de consum” pentru a putea fi folosite în astrofotografie cu aparate fotografice digitale.

## Astrofotografie
Lovejoy este cunoscut printre astronomii amatori că a identificat modificările care trebuie făcute aparatelor fotografice digitale pentru a putea fi utilizate în astrofotografie. Aparatele fotografice digitale au filtre integrate care opresc lumina infraroșie. Din nefericire, aceste filtre opresc și o parte din lumina roșie emisă de multe obiecte ale cerului profund. După ce a publicat procedurile de modificare a acestor filtre, numeroși astronomi amatori au putut să-și îmbunătățească fotografiile de cer profund.

## Comete descoperite
La 15 martie 2007 a folosit un aparat de fotografiat modificat și a descoperit prima sa cometă, C/2007 E2 (Lovejoy).. Două luni mai târziu a descoperit o a doua cometă, C/2007 K5 (Lovejoy).
La data de 27 noiembrie 2011, cu descoperirea cometei C/2011 W3 (Lovejoy), a devenit primul astronom care, după mai mult de patruzeci de ani, a descoperit o cometă razantă din grupul Kreutz, folosind observații astronomice la sol. Descoperirea a fost făcută utilizând un telescop Schmidt-Cassegrain Celestron C8 lucrând la f/2,1 cu un aparat CCD QHY9.
La 7 septembrie 2013 Lovejoy a descoperit cea de-a patra sa cometă, C/2013 R1, care a devenit vizibilă, cu ochiul liber, în noiembrie 2013, iar la 17 august 2014 a descoperit cea de-a cincea sa cometă, C/2014 Q2 (Lovejoy), în constelația Pupa.

## Omagiu și recompense
Gordon J. Garradd a numit asteroidul 61342 Lovejoy în onoarea lui Terry Lovejoy după ce a descoperit acest asteroid la data de 3 august 2000. Asteroidul a primit numele, în mod oficial, la data de 26 septembrie 2007, în Minor Planet Center 60731.